# Trichomorpha debilitata
Trichomorpha debiliata är en mångfotingart som beskrevs av Carl 1914. Trichomorpha debiliata ingår i släktet Trichomorpha och familjen Chelodesmidae. Inga underarter finns listade i Catalogue of Life.